# Дамир Кеџо
Дамир Кеџо (24. мај 1987) је хрватски поп певач који је своју каријеру започео 2003. године.

## Биографија
Дамир Кеџо рођен је 24. маја 1987. у Омишљу. Завршио је музичку школу у Омишљу и певао је у црквеном хору. Имао је операцију вилице, јер није могао нормално говорити или јести, а имао је проблема са изговарањем речи, што је било важно за професију коју је одабрао. После операције није могао да говори месец дана, а потпуни опоравак трајао му је три месеца, када је могао поново нормално да жваће.
2003. године је био на аудицији за прву и једину сезону талент емисије Нове ТВ, Story Supernova Music Talents где је одушевио публику и жири својом личношћу, ставом и интерпретацијама песама које су га увеле у топ 7. Годину дана касније, почетком 2004, постао је део хрватског дечачког састава Саша, Тин и Кеџо, заједно са Сашом Лозаром и Тином Самарџићем. Дебитантски албум бенда, под називом Инстант, продат је у 10.000 примерака, док је њихов дебитантски сингл 365, шест недеља на врху хрватских музичких лествица. 2005. године долази до распада бенда.
2006. године је добио награду Мелодије Истре и Кварнера за најбољег извођача са песмом Ки би сад реке. 2007. године је добио награду за најбољу интерпретацију песме Канет на ветру. Такође се појавио у хрватском мјузиклу Joseph and the Amazing Technicolor Dreamcoat. 2011. је учествовао на хрватском националном избору за Песму Евровизије 2011, Дора 2011. Испао је у првом кругу такмичења, које је те године одржано као талент шоу. Након тога је учествовао на бројнбим фестивалима попут Slavianski Bazaar и New Wave. 2016. године је одржао велики солистички концерт за 8. март у Ријеци.
У децембру 2016, победио је у хрватској верзији емисије Твоје лице звучи познато. Кроз емисију је имитирао бројне певаче попут Дорис Драговић, Бритни Спирс и Петра Граше. У финалу је имитирао Марају Кери. У јануару 2019, победио је на Загребфесту са песмом Срце ми умире за њом, која је постала велики хит у Хрватској.
23. децембра 2019. објављено је да ће бити један од учесника Доре 2020, хрватског предизбора за Песму Евровизије 2020. са песмом Дивљи вјетре. У финалу одржаном 29. фебруара је победио са 31 бодом и тиме је постао представник Хрватске на Песми Евровизије. Ипак, Песма Евровизије 2020. је отказана због пандемије вируса Ковид-19.

## Награде
2018. године је био номинован за награду Цесарица са песмом Ми против нас коју је отпевао са Домеником 2019. године је био номинован за исту награду са песмама Срце ми умире за њом и Види се издалека. Ни у једном покушају није победио.
2020. је номинован за награду Порин са песмом Срце ми умире за њом.

## Дискографија

### Албуми
- Дамир Кеџо (2008, Менарт)
- Пољуби ме сад (2020, Кроејша рекордс)

### Синглови
- Одлучио сам отићи (2006)
- Кажњен у души (2008) ЦМЦ Фестивал Пула
- Карта криве боје (2013)
- Да се море смилује (2014)
- Када љубав стисне зубе (2015) Загребачки фестивал
- Теби сам све опростио (2015) Сплитски фестивал
- Роним на дах (2016)
- Фифти фифти (2016)
- Љубави моја (2017)
- Све у мени се буди (2017) Загребачки фестивал
- Ми против нас (2018) дует са Домеником, Сплитски фестивал
- Војник љубави (2018)
- Канет не вјетру (2018)
- Види се издалека (2019)
- Срце ми умире за њим (2019)
- Недодирљива (2020)
- Сјети се (2020)
- Дивљи вјетре (2020) Песма Евровизије
- Храм (2021) са Тијаном Богићевић
- У нама (2021)
- Кад љубав (2021)
- Избор је твој (2022)
- Angels and Demons (2023)
- Због твојих погледа (2023)[8]
- Моје срце је (2023)
- Срећа то је када те имам (2023)
- Вољенa женo (2024)
- Тајна мојих побједа (2024)

## Фестивали
Сплит:
- Одлучио сам отићи, 2006
- Да се море смилује, 2014
- Теби све сам опростио, награда за најбољу интерпретацију, 2015
- Ништа нова (Вече Јакше Фјаменга), 2015
- Роним на дах, 2016
- Љубави моја, 2017
- Ми против нас (дует са Домеником), победничка песма, 2018

Мелодије Истре и Кварнера:
- Канет на ветру, 2007

CMC festival, Пула:
- Кажњен у души, 2008

Далматинска шансона, Шибеник:
- Све за нас, 2008

Славянский базар, Белорусија:
- Ако ово је крај, победник фестивала, 2010
- Гост ревијалне вечери фестивала, 2013

Загреб:
- Када љубав стисне зубе, 2015
- Коријен у пијеску, 2016
- Све у мени се буди, победничка и најемитованија песма, 2017
- Срце ми умире за њом, победничка песма, 2019
- Спојени невидљиво, награда за најемитованију песму фестивала, 2025

Дора, Опатија:
- Дивљи вјетре, победничка песма, 2020

Евросонг:
- Дивљи вјетре, 2020. године, Евросонг је отказан због пандемије вируса корона

CMC festival, Водице:
- Због твојих погледа, 2023

Мелодије Јадрана, Сплит:
- Даљине (Вече нових песама - Хит лета), 2025